# Skogstvestjärt
Skogstvestjärt (Chelidurella acanthopygia) är en tvestjärtart som först beskrevs av Géné 1832.  Skogstvestjärt ingår i släktet Chelidurella, och familjen hjärtfottvestjärtar. Arten är reproducerande i Sverige.